# 埃塞尔·卡瑟伍德
埃塞尔·卡瑟伍德（英語：Ethel Catherwood，1908年4月28日—1987年9月26日），加拿大女子田径运动员，主攻跳高、标枪。她曾代表加拿大参加1928年夏季奥林匹克运动会田径比赛，获得女子跳高金牌。